# Stefanos (corona)

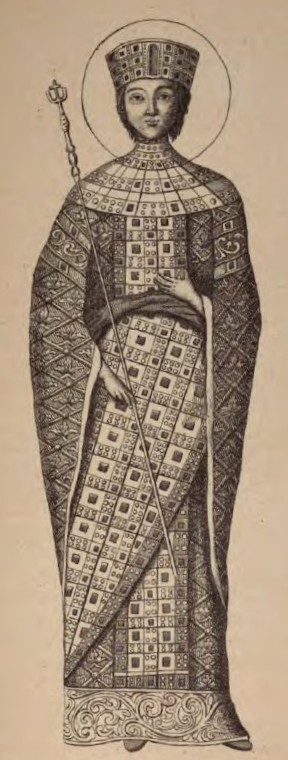
Emperatriz bizantina María de Alania (1050-1103) portando sobre su cabeza un stephanos (corona abierta).

El stefanos o stephanos (en latín es clasificable como una corona operta, o "corona abierta") es un tipo de corona abierta de origen bizantino, cuyos orígenes se hallan en la época clásica Greco-Romana. El término stephanos significa propiamente "corona", refiriéndose a las coronas hechas con ramas utilizadas en la época romana antigua. Del término stephanos se derivó igualmente el nombre cristiano de "Esteban".
La corona abierta conocida como stephanos fue adoptada rápidamente por toda Europa durante los inicios de la Edad Media. Por otra parte el stephanos difiere del otro tipo de corona bizantina conocida como stemma o corona cerrada. El significado de un stephanos o corona abierta era que sobre el que la portaba generalmente existía un monarca o autoridad superior a quien obedecía. Por otra parte, aquel que no tenía a nadie que ejerciese poder sobre él, llevaba en cambio una stemma o corona cerrada.

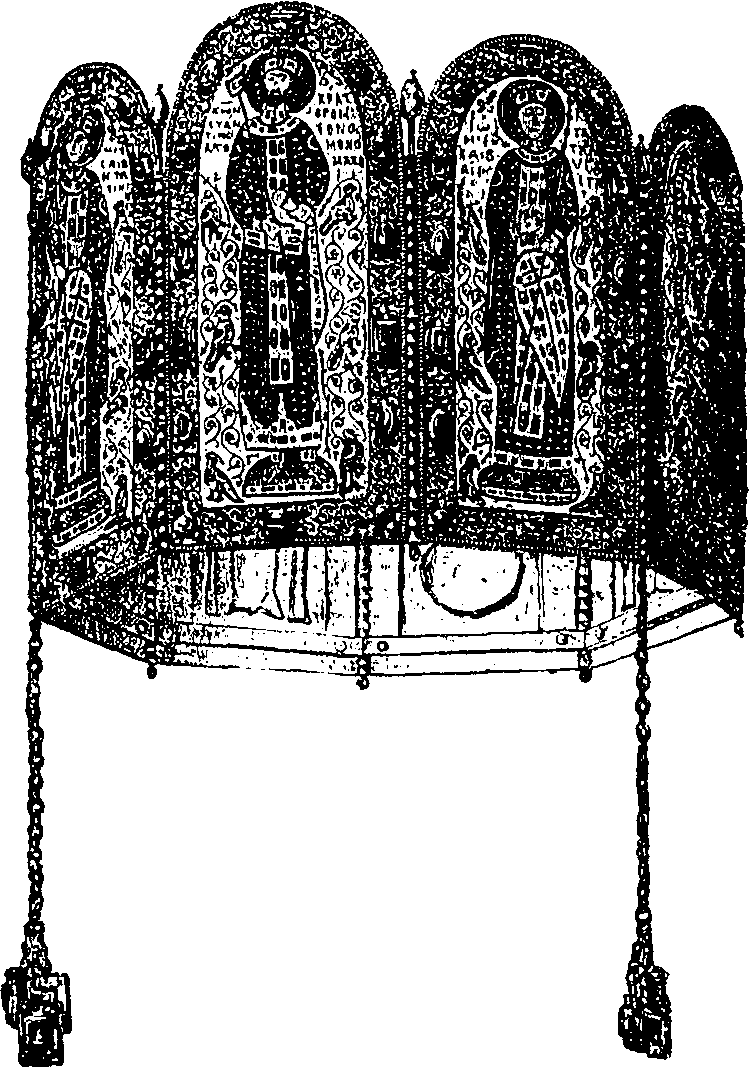
Corona Monómaca (un stephanos o corona abierta) que llegó desde Constantinopla a manos del rey Andrés I de Hungría a manera de ofrenda. A los laterales de la corona caen un par de pendulia.